# Joan Gilabert Romagosa
Joan Gilabert Romagosa (Reus, 1910 - Mèxic, 1975) va ser un periodista i dirigent socialista.
Va ser un dels fundadors del Centre Autonomista de Dependents del Comerç i la Indústria a Reus i col·laborà activament en la Fulla, portaveu de l'organització. Militant del PSOE des de la Dictadura de Primo de Rivera, formà part de la UGT i en va ser secretari general al Baix Camp. En els anys de la República col·laborà al diari Foment, portaveu del Foment Nacionalista Republicà i al mensual estudiantil Aules. Es posà al costat, des del principi, de Josep Recasens i Mercadé en la iniciativa d'unificar la USC i el PSOE, partit del qual n'era secretari general a Catalunya al moment de produir-se la fusió. Va ser secretari sindical del primer comitè comarcal de Reus del PSUC, el 1936.
Es destacà en l'organització de columnes de republicans a l'Exèrcit Popular. El 1937 participà en la I Conferència Nacional del PSUC i va ser elegit membre del seu Comitè Central. Acabada la guerra s'exilià a Mèxic, on el 1940 manifestà públicament la seva disconformitat amb la línia del partit. El 1941 signà el manifest fundacional del Moviment Social d'Emancipació Catalana, que l'any següent es transformà en Partit Socialista Català, del Consell Executiu del qual en formà part. A l'exili col·laborà activament a l'Orfeó Català de Mèxic.